# Walter Piston
Walter Hamor Piston Jr. (* 20. Januar 1894 in Rockland, Maine; † 12. November 1976 in Belmont, Massachusetts) war ein US-amerikanischer Komponist.

## Leben
Pistons Großvater, der Seefahrer Antonio Pistone, änderte seinen Namen in Anthony Piston, als er aus Genua nach Amerika auswanderte. 1905 zog Walter Piston Senior mit seiner Familie nach Boston. Walter Junior schlug zunächst an der Mechanical Arts High School in Boston eine Ingenieurslaufbahn ein, fühlte sich aber zu den Künsten hingezogen und wechselte nach dem Abschluss 1912 an die Massachusetts Normal Arts School mit dem Schwerpunkt Malerei, studierte aber auch Architekturzeichnung und amerikanische Geschichte. Dort lernte er auch Kathryn Nason kennen und heiratete sie in einer unitarischen Kirche.
Gemeinsam mit seinem Bruder Edward nahm Walter Piston Klavierunterricht bei Harris Shaw (dem Orgellehrer von Virgil Thomson). In den 1910er Jahren führte Walter Piston ein Leben als Pianist und Geiger in Tanzkapellen. Später in dieser Dekade spielte er auch Geige in Orchestern, die von Georges Longy geleitet wurden. 1920 wurde Walter Piston, mit Unterstützung durch Shaw, an der Harvard University zugelassen und studierte dort Kontrapunkt bei Archibald Davison, Kanon- und Fugentechnik bei Clifford Heilman, fortgeschrittene Harmonielehre bei Edward Ballantine und Komposition sowie Musikgeschichte bei Edward Burlingame Hill. Piston arbeitete häufig als Assistent für die verschiedenen Musikprofessoren und leitete das studentische Orchester.
In dieser Zeit trat Piston auch der Navy Band bei und erlernte weitere Instrumente. Er wollte der U.S. Navy als Offizier beitreten, wurde dort aber als Musiker für noch nützlicher angesehen.
Nach seinem summa-cum-laude-Abschluss in Harvard wurde Piston die John Knowles Paine Traveling Fellowship zugesprochen, die in 1.500 $ jährlich für zwei oder drei Jahre Auslandsreisen bestand. Er entschied sich dafür, nach Paris zu gehen, wo er von 1924 bis 1926 lebte, er besuchte aber auch Italien. An der Ecole Nationale de Musique in Paris studierte Piston Komposition und Kontrapunkt bei Nadia Boulanger, Komposition bei Paul Dukas und Geige bei George Enescu. Seine Drei Stücke für Flöte, Klarinette und Fagott von 1925 waren sein erstes veröffentlichtes Werk.
Nach der Rückkehr aus Europa zog er nach Belmont, Massachusetts und lehrte von 1926 bis zu seiner Emeritierung 1960 in Harvard. Unter seinen Studenten waren Samuel Adler, Leroy Anderson, Arthur Berger, Leonard Bernstein, Elliott Carter, Irving Fine, John Harbison, Frederic Rzewski, Harold Shapero und Robert Strassburg.
1936 beauftragte CBS sechs amerikanische Komponisten (Aaron Copland, Louis Gruenberg, Howard Hanson, Roy Harris, William Grant Still und Piston) mit der Komposition von Werken, die über CBS Radiostationen gesendet werden sollten. Piston war der Ansicht, für den Rundfunk seien kleinere Orchester besser geeignet, und schrieb ein Concertino für Klavier und Kammerorchester. Im folgenden Jahr schrieb Piston seine 1. Sinfonie, die vom Boston Symphony Orchestra am 8. April 1938 uraufgeführt wurde.
Aufgefordert von Arthur Fiedler, schrieb Piston seine bekannteste Ballettmusik The Incredible Flutist für Hans Wiener und das Boston Pops Orchestra.
Piston studierte auch die Zwölftontechnik Arnold Schönbergs und schrieb ein Orgelwerk, das diese Technik benutzt, die Chromatische Studie über den Namen Bach. Ansonsten kann Pistons Werk weitgehend dem Neoklassizismus zugerechnet werden.
im Zweiten Weltkrieg diente Piston als Luftschutzwart in Belmont und schrieb patriotische Fanfaren und Ähnliches.
1943 gab der Alice M. Ditson Fund der Columbia University Pistons 2. Sinfonie in Auftrag, die ihre Uraufführung am 5. März 1944 durch das National Symphony Orchestra erlebte und mit einem Preis des New York Music Critics' Circle ausgezeichnet wurde. Die 3. Sinfonie erhielt einen Pulitzer-Preis wie auch die 7. Sinfonie. Sein Bratschenkonzert und das 5. Streichquartett erhielten später gleichfalls Preise des Critics' Circle.
Piston verfasste die Lehrbücher Kontrapunkt, Orchestrierung und Harmonielehre. Das letztgenannte wurde zu seinen Lebzeiten viermal aufgelegt, in mehrere Sprachen übersetzt. Es gilt bis heute (mit Änderungen späterer Autoren) sowohl für Lehrer als auch Studenten der Harmonielehre als nutzbringend. Pistons Handschrift war so klar, dass fast alle seiner Orchesterpartituren als Faksimile veröffentlicht wurden, und er schrieb auch die Musikbeispiele in den von ihm veröffentlichten Lehrwerken selbst.
In seinen letzten Jahren litt Piston an Diabetes und Gesichts- und Gehörsinn nahmen ab. Seine Frau starb 1976, er selbst verstarb noch im gleichen Jahr an einem Herzschlag in Belmont. Sein Leichnam wurde eingeäschert und die Asche im Mt. Auburn Cemetery verstreut.

## Mitgliedschaften
1938 wurde Piston in die American Academy of Arts and Letters und 1941 in die American Academy of Arts and Sciences gewählt.

## Werke

### Orchesterwerke
- 1934 Konzert für Orchester
- 1937 Concertino für Klavier und Kammerorchester
- 1938 1. Sinfonie
- 1939 Konzert für Violine und Orchester Nr. 1
- 1941 Sinfonietta
- 1943 2. Sinfonie
  1. Moderato
  2. Adagio
  3. Allegro
- 1948 3. Sinfonie
  1. Andantino
  2. Allegretto
  3. Adagio
- 1950 4. Sinfonie
  1. Energico
  2. Ballando
  3. Contemplativo
- 1954 5. Sinfonie
- 1955 6. Sinfonie
  1. Fluando espressivo
  2. Leggierissimo vivace
  3. Adagio sereno
  4. Allegro energico
- 1957 Serenata für Orchester
- 1958 Bratschenkonzert
- 1960 7. Sinfonie
- 1960 Konzert für Violine und Orchester Nr. 2
- 1965 8. Sinfonie
- 1970 Fantasia für Violine und Orchester
- 1976 Konzert für Streichquartett, Bläser und Schlagzeug

### Werke für Blasorchester
- 1942 Fanfare for the fighting French
- 1950 Tunbridge Fair für Sinfon. Blasorchester

### Bühnenwerke
- 1938 The Incredible Flutist (auch als Suite) Ballett

### Kammermusik
- 1925 3 Stücke für Flöte, Klarinette und Fagott
- 1930 Sonate für Flöte und Klavier
- 1931 Suite für Oboe und Klavier
- 1933 Streichquartett Nr. 1
- 1935 Klaviertrio Nr. 1
- 1935 Streichquartett Nr. 2
- 1939 Sonate für Violine und Klavier
- 1942 Interludium für Viola und Klavier
- 1942 Quintett für Flöte und Streichquartett
- 1944 Partita für Violine, Viola und Orgel
- 1945 Sonatine für Violine und Cembalo
- 1946 Divertimento für Flöte, Oboe, Klarinette, Fagott, Streichquartett und Bass
- 1947 Streichquartett Nr. 3
- 1949 Duo für Viola und Violoncello
- 1949 Klavierquintett
- 1951 Streichquartett Nr. 4
- 1956 Bläserquintett
- 1962 Streichquartett Nr. 5
- 1964 Klavierquartett
- 1964 Streichsextett
- 1966 Klaviertrio Nr. 2
- 1967 Souvenir für Flöte, Viola und Harfe
- 1972 Duo für Violoncello und Klavier
- 1973 3 Kontrapunkte für Violine, Viola und Violoncello

### Klavierwerke
- 1926 Sonate, unveröffentlicht
- 1943 Passacaglia

### Chorwerke
- 1958 Psalm und Gebet des David